# Trichalphus pilosus
Trichalphus pilosus är en skalbaggsart som beskrevs av Bates 1881. Trichalphus pilosus ingår i släktet Trichalphus och familjen långhorningar.
Artens utbredningsområde är:
- Guatemala.
- Honduras.
- Nicaragua.

Inga underarter finns listade i Catalogue of Life.